# معركة السويس
وقعت معركة السويس في يومي 24-25 من أكتوبر عام 1973م بمدينة السويس المصرية، بين الجيش الإسرائيلي والجيش المصري، وتُعد آخر معركة كبرى في حرب أكتوبر، قبل سريان وقف إطلاق النار.
في 23 أكتوبر مع وصول وشيك لمراقبي الأمم المتحدة، قررت إسرائيل اقتحام السويس، على إفتراض أنها ستكون ضعيفة الدفاعات. إذ أوكلت المهمة إلى لواء مدرع وكتيبة مشاة من لواء المظليين، ودخلت المدينة دون وجود خطة للمعركة. لكن تعرض اللواء لكمين أسفر عن خسائر فادحة، كما تعرضت قوات المظليين لنيران كثيفة وحوصر العديد منهم داخل المباني المحلية.

## خلفية المعركة
في الساعة الرابعة من مساء يوم الثلاثاء 23 أكتوبر، في الأمم المتحدة. اجتمع مجلس الأمن في نيويورك ليعيد التأكيد على وقف إطلاق النار وإرسال مراقبين إلى جبهة القتال. في الساعة السادسة مساءً، اتصل الجنرال إنسيو سيلاسفيو رئيس قوة الطوارئ التابعة للأمم المتحدة في القاهرة، بوزير الدفاع الإسرائيلي موشيه دايان، وأبلغه بالقرار. اقترح دايان أن يدخل وقف إطلاق النار حيز التنفيذ في الساعة السابعة صباحا بالتوقيت المحلي، أي بعد ستة وثلاثين ساعة يصبح ساري المفعول، وقبل سيلاسفيو ذلك. وهنالك أعلن رئيس الأركان الإسرائيلي دافيد إلعازار، في تل أبيب أنه في ورطة. لأنه من منظور عسكري، يحتاج الجيش الإسرائيلي لبضعة أيام أخرى لجعل الجيش الثالث المصري يستسلم ويحاصر الجيش الثاني المصري، والذي سيؤدي إلى انهيار كامل للقوات المصرية. من ناحية أخرى، فإن إسرائيل لديها ديون كبيرة لصالح الولايات المتحدة نتيجة للشحنات ضخمة من الأسلحة عملية نيكل جراس. والتي كانت سببا لقبول إسرائيل لوقف إطلاق النار.
كان عدد سكان السويس حوالي 260,000 قبل حرب الاستنزاف، ولكن معظمهم هجرها خلال ذلك الصراع. ومع ذلك، كان هناك عدد كاف من الرجال لتشكيل ميليشيا تحت اسم منظمة سيناء العربية، التي شكلت جزءا قوة دفاع المدينة.
في 23 أكتوبر، كان ابراهام آدان قائد الفرقة لديه ثلاثة ألوية مدرعة ولواء مشاة مؤلف من خمس أو ست كتائب. بحلول 24 أكتوبر، كانت لواءين إسرائيليين على مشارف المدينة، مع كتيبة واحدة من المظليين بقيادة يوفي جنوب غرب المدينة على خليج السويس بالقرب من مصفاة النفط القديمة. كانت السويس مُؤمّنة تماما من الغرب بواسطة القوات المصرية، وهكذا كان معظم الجيش الثالث. كان الاستيلاء على السويس غير ذا أهمية إستراتيجية أو نفسية، إلا قطع الإمدادات عن الجيش الثالث. طوال 22 و23 أكتوبر، تمركز العديد من الضباط والجنود المصريين في السويس. معظم هؤلاء ينتمون إلى وحدات إدارية ووحدات الإمداد التي كانت متمركزة على الضفة الغربية للقناة. كما أنها تحتوي على عدد من وحدات من الجيش الثالث التي اشتبكت مع القوات الإسرائيلية منذ 16 أكتوبر. بلغ عدد القوات المصرية داخل السويس ما يقرب من 5,000 رجل، والتي لا تمتلك سوى الأسلحة الصغيرة والبنادق الهجومية. العميد أ.ح. يوسف عفيفي قائد الفرقة 19 مشاة شرق القناة، دعم المدينة بالصواريخ المضادة بالدروع ومجموعات صائدي الدبابات. بينما كانت الأسلحة في طريقها إلى السويس، استنفذت معظم هذه الأسلحة في اشتباك مع الدبابات الإسرائيلية، وتم تدمير أكثر من تسع دبابات. وبذلك أصبحت القوات المصرية في المدينة مسلحة بعدد صغير من قاذفات آر بي جي 7 وصواريخ آر بي جي 43.

## التحضير للمعركة
في الساعة الثانية صباحا، استدعى الجنرال جونين آدان وسأله إذا كان بإمكانه اقتحام السويس في الساعتين أو الساعتين ونصف الساعة بين الفجر ووقف إطلاق النار. أجاب آدان أن ذلك يتوقف على الدفاعات المصرية في المدينة، لكنه يعتقد أنه على الأقل جزء من المدينة يمكن احتلاله. قال جونين: «حسنا، إذا كانت بئر سبع امضي قدما؛ لو كانت ستالينغراد، لا تفعل»، في إشارة إلى عملية يواف ومعركة ستالينجراد، على التوالي. أعطى آدان أوامره وفقا لذلك. إدعت إسرائيل أن الهجوم لن يكون انتهاكاً لوقف إطلاق النار إذا انطلقت قبل الساعة السابعة صباحاً، حتى لو استمر القتال بعد هذه الساعة، لأن العرب هم الذين اختاروا لبدء الحرب، وهم من دعوا لوقف إطلاق النار. كما إدعت إسرائيل أن وقف إطلاق النار لا ينطبق إلا على الجبهة. في وجود كتيبة صاعقة، وكتيبتين من المشاة، ومجموعات الصواريخ المضادة للدبابات محاصرين خلال اليومين السابقين في المدينة، افترض آدان أن المدافعين عن السويس لن يتمكنوا من المقاومة.
اتخذ لواء مدرع تحت قيادة الكولونيل «أرييه كيرين» غرب السويس مقر له. كيرين كان مسؤولا عن الهجوم، وأمر «يوسي يوفي» ليقود الهجوم مع وحدته من المظليين باستخدام تسعة عربات مدرعة سوفيتية تم أسرها من قبل، لتخترق الشارع الرئيسي للمدينة. كان ذلك الأمر دون دعمه بالمعلومات الكافية فقد كان لا يملك سوى خريطة واحدة صغيرة ولم يشاهد صوراً جوية، لذا طلب الوقت لوضع خطة. ضغط آدان على كيرين لاحتلال السويس قبل وصول المراقبين، فقال كيرين ليوفي بأن: «في سلاح المدرعات، نحن نأخذ أوامرنا بينما نحن نتحرك»، وأعطاه ثلاثين دقيقة ليستعد. كتيبة دبابات تحت قيادة اللفتنانت كولونيل «ناحوم زاكين» كان ستقود الهجوم برفقة كتيبة المشاة الخاصة، على أن يتبعهم يوفي ويترك فصائل لتأمين التقاطعات.

## المعركة

### الكمين
في الساعة الحادية عشرة إلا عشر دقائق، امتدت كتيبة زاكين لأكثر من ميل، بدأت تتحرك في الشارع الرئيسي، على امتداد طريق القاهرة-السويس. كتيبته تم تقسيمها إلى ثلاث مجموعات، كل منها يحتوي على ثماني دبابات، كل دبابة يتبعها عربة مدرعة. كان أمام زاكين ثلاثة أميال قبل أن يصل إلى خليج السويس. على طول الطريق، رأى الجنود المصريين، معظمهم غير مسلحين، بعض منهم رفع أيديهم في استسلام عندما رأوا الكتيبة الإسرائيلية. كل قادة الدبابات والمدرعات الإسرائيلية كانوا يقفون في أبراج مركباتهم.
بدون مواجهة أي مقاومة، وصلت الكتيبة إلى مفترق طرق في حي الأربعين. قام عضو المقاومة «محمود عواد» بأطلاق قذيفتين آر بي جي على الدبابة الأمامية. واحدة تسببت في أضرار سطحية، والأخرى ضائعة. بعد من ذلك، جهزت المقاومة كميناً آخر، سمع إبراهيم سليمان المتمركز في مخبأ بين سينما رويال وسينما مصر الانفجارات، فطلب من رفيقه محمد سرحان أن يعد له قذيفة آر بي جي. من مسافة 12 متر، أطلق إبراهيم سليمان القذيفة، فأصاب قرص الدبابة فانفجرت ومال مدفعها إلى الأرض. بعد لحظات، أطلق محمد سرحان قذيفة آر بي جي على ناقلة الجنود المدرعة التي تحمل المظليين التي كانت خلف الدبابة الأولى، فاشتعلت فيها النيران. في تلك اللحظة، بدأت جموع من المدنيين والجنود تتحرك نحو هذا الموقع من المباني المجاورة ومن الطرق المؤدية إلى الساحة. العمود توقفت، وبدأت تطلق نيران كثيفة من أسلحة خفيفة، كما هاجموا بالقنابل اليدوية. في غضون دقائق، عشرين من أصل أربعة وعشرين من قادة الدبابات الإسرائيلية قتلوا. الإسرائيليين اصيبوا بحالة من الذعر، وبدأوا في النزول من المركبات واختبأوا في المباني المجاورة. مجموعة من الجنود حاولوا دخول سينما رويال، ولكن تم تصفيتهم عند المدخل. ناقلة الجنود المدرعة التي كانت تقل مجموعة استطلاع الكتيبة اصيبت، فغادرها جميع الرجال التسعة وحاولوا دخول مبنى مجاور لكنهم قتلوا. ما تبقى من الكتيبة حاول التراجع، وبدون نظام، لكنهم تعرضوا لهجوم بالأسلحة الخفيفة والقنابل اليدوية وقنابل المولوتوف. أربع دبابات حاولت الهروب من وراء مسجد سيدي الأربعين، ولكن كمين نصبه جنود من الفرقة 19 مشاة، اضطرهم للتراجع.
تم نقل المصابين في ناقلة جنود مدرعة التي فاجأت المصريين بمرورها من الشارع الرئيسي، واستطاعت أن تعبر من خلاله. طاقم الناقلة ترك الضحايا في وحدة العلاج وحاول العودة والانضمام إلى الكتيبة. في منتصف الطريق، اصيبت ناقلة الجنود المدرعة بواسطة آر بي جي، مما أسفر عن مقتل رجل وإصابة الآخرين، ولكن تمكن السائق من الخروج من المدينة مرة أخرى. وفي ناقلة ثانية كانت تقل القتلى والجرحى حاولت أن تخرج من المدينة، فأوقفها إطلاق نار كثيف، ولكن السائق سمعت في المذياع أن المظليين كانوا في طريقهم.

### المصيدة
بدأ المظليين في التراجع عبر الشارع وتعرضوا لإطلاق النار. كانوا لا يستطيعون تمييز من أين تأتي النيران. أصيبت ناقلة جنود يوسي يوفي المدرعة بقذيفة آر بي جي، مما أسفر عن مقتل أربعة من رجاله وجرح هو والباقين. معظم المركبات انسحبت والجنود احتموا في المباني المجاورة، ومعظمهم دخل «قسم شرطة الأربعين»، المكون من طابقين والمحاط بجدران عالية من الطوب. في معركة وجيزة جدا بالأسلحة النارية اصاب المظليين اثنين وأسروا ثمانية من رجال الشرطة. بعد عشر دقائق كان الطابق الثاني تحت السيطرة. كُلف اللفتنانت «ديفيد اميت» بتنظيم دفاعات المظليين الخمسين في الداخل. وزع رجال في النوافذ وآخرين وراء الجدار في الجزء الأمامي من المبنى لمنع الدخول. خصصت غرفة للإسعافات. خمسة رجال تمركزوا على سطح مبنى مجاور وبدأوا في إطلاق النار على المصريين المحيطين بالمبنى. حاول رجال الشرطة المصريين مرتين اقتحام مركز الشرطة وإنقاذ الأسرى في الداخل. في الأولى، اقتحموا المبنى من المدخل وتقدموا حتى غرفة الإسعافات، لكن طبيب الكتيبة والمسعفون فتحوا النار عليهم. تضررت ساق «يوفي» بشدة لكنه رفض المورفين من أجل البقاء في حالة تأهب. عندما توقفت النيران المصرية، قال يوفي لرجاله أن المصريين يعدون لهجوم. وبعد ذلك تعرض المبنى لهجمات بقذائف آر بي جي والقنابل اليدوية، والطابق الثاني اشتعلت فيه النيران. قال يوفي للطبيب أن الوقت قد حان لحرق الخرائط والأوراق التي قد تساعد المخابرات المصرية. تمكن الإسرائيلين في النهاية من إخماد الحريق وصدّ الهجوم. كلتا المحاولتين فشلتا، وكلفت المصريين مقتل ثمانية رجال شرطة آخرين.
خارج مركز الشرطة، كلا الجانبين كانوا لا يزالون يطلقون النار على بعضهم البعض. بعض الإسرائيليين الجرحى لم يتمكنوا من الاختباء في مبان مجاورة. المصريين ركزوا إطلاق النار على المظليين في قسم الشرطة. قرر الإسرائيليون الإفراج عن ضابط شرطة لإبلاغ المصريين عن رغبتهم في الاستسلام، شريطة أن يضمن لهم أنهم لن يتعرضوا للأذى. غادر ضابط شرطة المبنى وقال لسرحان أن الإسرائيليين يريدون الاستسلام. سرحان أخذ الضابط إلى العقيد فتحي عباس، رئيس الاستخبارات في القطاع الجنوبي للقناة. عباس التقى الرجلين قبل ظهر ذلك اليوم، وكان متحمسا لقبول الاستسلام الإسرائيلي وإنهاء القتال، وخاصة بالنظر إلى المكاسب المحتملة للاستخبارات. عباس طلب من الرجلين العودة إلى قسم الشرطة والتفاوض على شروط الاستسلام مع الإسرائيليين. لكنهم لم يتمكنوا من دخول المبنى لعدم توقف إطلاق النار بسبب عدم وجود قائد يسيطر على المدنيين المحيطين بقسم الشرطة. ضابط الشرطة وهو رجل كبير في السن فقد أعصابه، قرر ألا يقترب من المبنى. وبالتالي لم تجر أي مفاوضات، فلن يكون هناك استسلام إسرائيلي.
حاولت القوات المدرعة عدة مرات اقتحام للمبنى، ولكن فشلت. كلما اقتربت إحدى المركبات، ألقى الإسرائيليين بالأثاث من النوافذ للإشارة إلى موقعهم قوة مدرعة لاحظت مجموعة أخرى من المظليين، تحت قيادة اللفتنانت كولونيل ياكوف هسداي، من ثمانين رجلاً، ومعظمهم من الجرحى، والتي لحقت بكتيبة يوفي. جميع الرجال إلا ستين رجلا تم إنقاذهم.
في حوالي الساعة الرابعة مساء، حاول إبراهيم سليمان وثلاثة آخرين من اقتحام المبنى. حاول سليمان تسلق المبنى عبر أحد الأعمدة، على أمل أن يتخذ الإسرائيليين على حين غرة. بيد انه شوهد وقتل. لقى اثنان آخران مصرعهما بينما كانوا يحاولون اقتحام المدخل، بعد أن تعرضت لنيران كثيفة من قوات المظليين في الطابق الثاني. وهناك عدد قليل من المصريين صعد إلى سطح المبنى المجاور لمركز الشرطة حيث تمركز الخمسة مظليين. على سطح المبنى الإسرائيليين الخمسة لقوا مصرعهم بعد قتال عنيف.
قرر محمود عواد، خوفا من أن الإسرائيليين ربما يحاولوا استعادة مركباتهم، عزم على القضاء تماما على الدبابات الخمس عشرة وناقلات الجنود المدرعة، التي اصطفت على جانبي الشوارع المؤدية إلى الساحة. عند منتصف الليل، سكب كميات كبيرة من البنزين على مجموعة منهم وأشعل النار فيهم.

### الهروب
مع حلول الظلام، أمر آدان القوات المدرعة بالخروج من المدينة. ولكنه علم بعد ذلك أن هناك قوة أخرى تلاقي مقاومة شرسة في شمال للمدينة، في حين لا يمكنه إلا استبدال كتيبة واحدة، بالإضافة إلى كتيبة أخرى قادمة من شلّوفة. كتيبة زاكين بها ثمانية عشر رجل قتلوا، وخمسة وثلاثين جرحى وثلاث دبابات معطلة. فأعطى آدان أوامره للمظليين بالخروج من المدينة سيرا على الأقدام. طلب هسداي من كيرين أن توجه الدبابات أنوارها نحو السماء لتشير إلى موقع أقرب وحدة إسرائيلية، ليقود قواته إليها. جنود يوفي كانوا على بعد ميلين من مدخل المدينة، وبعد الظلام إنضم الآخرين إليه في قسم الشرطة، البالغ عددهم تسعين رجلا ثلاث وعشرين منهم جرحى. حاول كيرين إقناع أميت بقيادة الرجال للخروج، ولكن أميت فضل الانتظار حتى الصباح. في النهاية، وافق على إرسال الرجال في مجموعات صغيرة. كيرين اعترض قائلا أنهم يجب أن يتحركوا في مجموعة واحدة ليكونوا قادرين على نقل الجرحى والدفاع عن أنفسهم إذا تعرضوا لهجوم. هسداي طلب من أميت التحرك. جونين تحدث أيضاً مع أميت وطلب من كيرين القيام بمحاولة إنقاذ في الصباح. كيرين اتصل بآدان الذي اتصل بجونين وقال له أن محاولة الإنقاذ ستكون مكلفة للغاية. بعد ذلك اتصل جونين بأميت ثانيةً، وطلب منه الانسحاب سيرا على الأقدام. وبعد أربع ساعات من الاتصالات. اقتنع أميت، جونين حدد الموقع على صورة كبيرة السويس. وطلب من أميت أن يأخذ قلم وورقة، وأملى عليه طريق الخروج. فجأة توقف أميت عن الكتابة، وقررت أن الطريق سيكون صعبا، ذلك لأن المنطقة الواقعة جنوب المبنى، في مسار جونين للخروج، كانت مليئة القوات المصرية. على الرغم من ذلك، أجاب «نعم سيدي». وقام بتنظيم رجاله في فرق بحيث تحمل كل فرقة ثلاثة مصابين. أمر أميت الفرق بترك مسافات بينهم ولكن دون أن يغيبوا عن أعين بعضهم البعض. بينما كانوا يستعدون للتحرك، اكتشفوا أن القوات المصرية قد اتخذت مواقعها في الشارع. فأمر أميت رجاله بالعودة للمبنى. أقتنع المظليين أنهم لن يتم إنقاذهم، وأن المصريين لن يتخذوا أسرى. البعض منهم قرر الانتحار قبل الوقوع في أيدي المصريين. في الثانية صباحاً، تلقى أميت اتصالاَ أمره بالخروج والتنفيذ في خلال عشر دقائق. أميت أيقظ يوفي وإتفق معه على أن الخروج سيكون أفضل حل. نهض يوفي وحاول أن يقوم ببضع خطوات قبل أن يقول «لا أستطيع المشي». نهض الجرحى الآخرين لمعرفة ما إذا كان يمكنهم التحرك. أميت أمر رجاله بالخروج. اثنان منهم كان لا بد من حملهم على نقالات والآخرين اعتمدوا على آخرين في الحركة. وتحت غطاء المدفعية، حاولوا الخروج على أن يتقدمهم مجموعة لا تحمل إصابات. وبدون السير على مسار جونين، أختاروا الذهاب شمالاً عبر شارع واسع ومن ثم الإتجاه يساراً في شارع. لم يستطيعوا التحرك بسرعة بسبب الزجاج المكسور والحطام. بعد ما يقرب من ساعتين، وصلوا إلى ترعة عذبة، في منطقة خارج السيطرة المصرية. وإتجاهوا إلى جسر ولم يكن مبين على الخريطة وعبروه. وقبل الفجر بقليل، وصلوا إلى قوات كيرين خارج المدينة.

## نتائج المعركة
خسر الإسرائيليين 80 قتيل و120 جريح. حاول الإسرائيليين مرتين بعد ذلك الأولى 25 أكتوبر والثانية 28 أكتوبر ولكن تم صدهم. في الثامن والعشرين، أتخذ مراقبي الأمم المتحدة مواقعهم غرب السويس. رئيس الأركان المصري سعد الدين الشاذلي، أشار إلى أن يوم 27 أكتوبر، رفض الإسرائيليين السماح لقوة الطوارئ التابعة للامم المتحدة بالانتقال إلى السويس، كما اعترضوا قافلة مصرية من 109 شاحنة و20 سيارة اسعاف. معركة السويس كانت المعركة الكبرى الأخيرة للحرب. عندما دخل وقف إطلاق النار حيز التنفيذ في 24 أكتوبر، قوتين تحت قيادة آدان وماجن طوّقا الجيش الثالث. تواجد الجيش الإسرائيلي على الضفة الشرقية لقناة السويس، مع ثلاثة من الجسور المقامة فوقها، واحتل مساحة تقدر ب 1,600 كيلومتر مربع داخل مصر جنوبا حتى الأدبية. في 28 أكتوبر، وافقت إسرائيل على وقف إطلاق النار.